# Tenrikyo
La Tenrikyo (en japonès: 天理教 Tenrikyō), també anomenada Tenriisme, és una religió monoteista originada a partir de les revelacions que va experimentar una dona japonesa, Miki Nakayama, coneguda com a Oyasama pels seus seguidors. Els practicants de la Tenrikyo creuen que Déu, conegut amb diversos noms inclòs el de Tenri-o-no-mikoto, va expressar la seva voluntat divina a través de la senyora Nakayama, que afirmava ser el temple vivent de Déu, I en menor mesura, a través d'Izo Iburi i altres líders.

Simbol de la religió Tenrikyo

L'objectiu de Tenrikyo a nivell mundial és ensenyar i promoure la “Vida Joiosa”, que és cultivada a través dels actes de caritat i de la plenitud mental anomenada hinokishin.
La doctrina de Tenrikyo va ser un dels moviments religiosos més influents al Japó immediatament després de la Segona Guerra Mundial i la seva associació aconseguia prop de 2,5 milions d'integrants cap a finals del segle xx.
Tots els creients de Tenrikyo estan a la recerca de ser yoboku i assolir el yokigurashi que és una vida plena d'alegria i felicitat.
La seu principal del Tenrikyō se situa a la localitat de Tenri, Nara, Japó. A Tenri, segons els preceptes d'aquesta religió, s'ubica el lloc on el Déu Tenri-o-no-mikoto, també anomenat Oyagami, va crear la humanitat. Per tant, la seu principal allà ubicada és on hi ha el lloc sagrat d'aquesta creació, anomenat Yiba, el qual és considerat com el bressol i la llar de tots els éssers humans. A més, el Yiba és el lloc on se celebra el Servei Sagrat o Tsutome, per a la salvació universal.

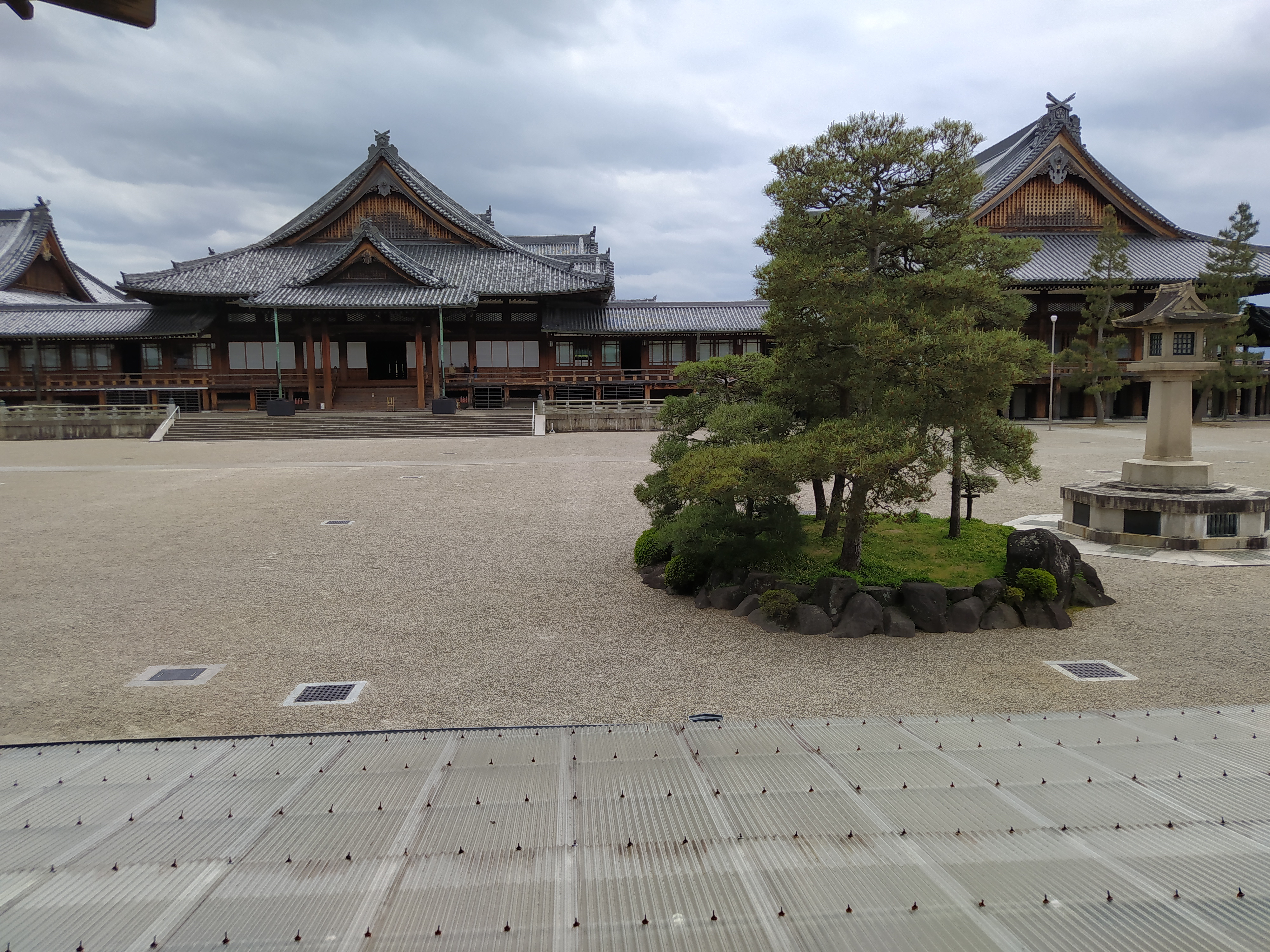
imatge de un dels patis de la seu central de la Tenrikyo, a la ciutat de Tenri.

Els dominis de la Tenrikyo avui en dia inclouen la gestió de 16.833 esglésies al Japó, el Jiba a la ciutat de Tenri, l'oyasato-yakata i moltes altres organitzacions adreçades a la comunitat. Aquesta religió té, aproximadament, 1,75 milions de seguidors al Japó, i s'estima que en té més de dos milions arreu del món. La Tenrikyo és classificada com a shinshukyo o, cosa que és el mateix, com una Nova Religió Japonesa.

## Història
El 18 d'abril de 1798 va néixer al llogaret de Sanmaiden (actual ciutat de Tenri) la fundadora o "Oyasama", Miki Nakayama, a la família Maegawa. Va contreure matrimoni amb un membre de la família Nakayama, amb Nakayama Zenbei del llogaret Shoyashiki, el 1810.

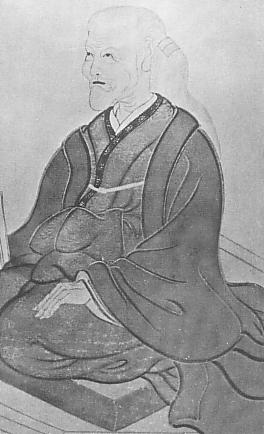
imatge de Miki Nakayama

Any 1838, el 26 d'octubre del calendari lunar (que equival al 12 de desembre del calendari gregorià), al voltant de les 8:00 h, l'Oyasama és establerta com a Temple de Tsukihi, marcant així l'inici de la religió Tenrikyo. Segons ella mateixa va difondre, el Déu Parent o Déu Pare i Mare, Oyagami o també anomenat Tenri-Ō-no-Mikoto , li hauria revelat el seu desig de salvar els éssers humans. En la tradició Tenrikyo, Nakayama Miki va ser triada com a Santuari de Déu el 1838, després que el seu fill i el seu marit comencessin a patir greus malalties. La família va trucar a un monjo budista perquè exorcitzés l'esperit que causava les malalties. Quan el monjo se'n va anar temporalment i li va demanar a Miki Nakayama que es fes càrrec, ella va indicar que va ser posseïda pel déu Únic (Tenri-O-no-Mikoto), qui va exigir que Nakayama fos lliurat a Déu com un santuari. El marit de Nakayama va cedir a aquesta petició tres dies després.
Any 1840, l'Oyasama comença a repartir les seves pertinences i els béns de la família amb la finalitat de caure a l'extrema pobresa. En desfer-se de tots els seus béns i pertinences donant-les als altres, i en perdre l'aferrament als béns materials, s'inicia el camí a la vida plena a l'alegria i la felicitat. Va començar a atraure seguidors, que creien que ella era una deessa vivent que podia curar les persones i beneir les dones embarassades amb un part segur
Any 1854, l'Oyasama comença a concedir el Permís per al Part Feliç, que és una providència per tenir un embaràs amb bon destí, que s'efectua al Yiba.
Any 1864, comença la construcció a Tenri del Lloc del Tsutome (primera construcció de Tenrikyo). Diverses obres s'aniran afegint al llarg dels decennis següents, fins a l'actualitat.
Any 1866, Oyasama comença a ensenyar el Tsutome, que és el ritual més important d'aquesta religió. l'any 1875, té lloc la Identificació del Yiba, com a lloc on es va iniciar la humanitat. El 1867 va obtenir l'autorització oficial de l'Oficina Administrativa Sintoista de Yoshida (Yoshida jingi kanryō) per realitzar activitats religioses.
Any 1880, per escapar de la incessant persecució del govern, el Tenrikyo es va posar sota l'administració d'un temple shugendō anomenat Jifuku-ji. Durant aquest període, Tenri-Ō-no-Mikoto es va anomenar oficialment Tenrin-Ō-Nyorai i es van canviar els kanji de diverses altres deïtats, però el 1890 Tenrikyo va rebre l'aprovació del govern Meiji i es van restaurar els noms originals.
Any 1887, el 18 de febrer (26 de gener segons el calendari lunar), va morir Miki Nakayama. A Tenrikyo s'ensenya que Oyasama no va morir, sinó que va amagar el seu ésser físic. Actualment consideren que si bé no se la pot veure físicament, roman a la Residència original com abans i segueix treballant sense cap canvi en la tasca de la salvació mundial. Iburi Izō es va convertir a Honseki i va començar a impartir instruccions divines (registrades en l'Osashizu), així com a atorgar el Sazuke en nom de Miki Nakayama.
Any 1888 s'estableix la Seu de l'Església Tenrikyo sota la supervisió directa del Sinto. Això va ser motivat arran que el 26/1/1888 la cerimònia commemorativa del primer aniversari va ser dissolta per la policia, i va sorgir la necessitat de ser reconeguda la nova religió de forma oficial, i així es van iniciar nombroses gestions. Finalment va ser oficialment reconeguda el 1908.

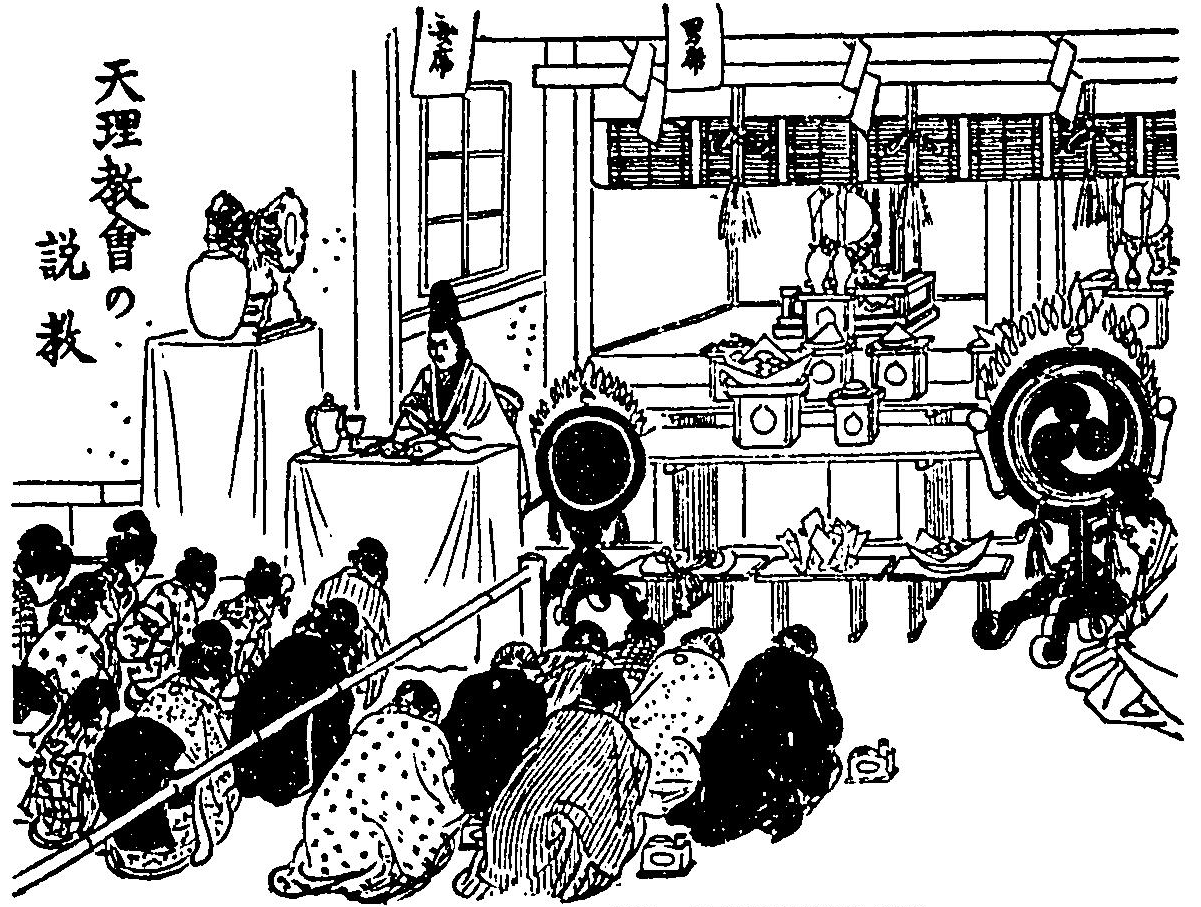
gravat sobre un sermò del culte Tenrikyo, a Tòquio, al 1898.

Any 1893, uns missioners de Tenrikyo es dirigeixen a la Península de Corea, marcant l'inici de la missió a l'estranger. El 1897, el 12 de setembre s'estableix l'Església Taichu a Taiwan, sent la primera església de Tenrikyo a l'estranger.
Any 1925, es va establir una escola de llengües estrangeres per a missioners, inclosa el que es convertiria a la Biblioteca Central Tenri . El mateix any es va produir l'establiment d'una impremta, un departament per a la investigació de materials doctrinals i biogràfics i una expansió important del sistema educatiu de l'església, inclosa una nova escola per a nenes, una escola bressol, un jardí d'infants i una escola primària .
Any 1935, a mesura que la guerra entre el Japó i la Xina va créixer i fins a la Segona Guerra Sino-Japonesa, el control estatal del pensament religiós i secular es va intensificar. Per exemple, el desembre de 1935, les autoritats estatals van destruir els edificis de la seu d'Omotokyo i van arrestar els líders de l'organització. Una setmana més tard, el 16 de desembre del 1935, es va enviar uns quatre-cents policies a investigar la seu de l'Església Tenrikyo sota sospita d'evasió d'impostos, encara que no hi havia motius per a aquesta acusació. Després que es va aprovar la Llei de Mobilització Nacional el 1938, la política japonesa en temps de guerra es va enfortir. El 1939, la seu de l'Església Tenrikyo va anunciar que reformaria la seva doctrina i ritual, sota amenaça de dissolució forçosa de l'organització per part de les autoritats estatals. Sota la reforma, es van retirar còpies de l'Ofudesaki i Osashizu, es van eliminar certs capítols del Mikagura-uta,i no es va permetre la realització del Servei Kagura, un important ritual Tenrikyo. Totes les predicacions, ritus i esdeveniments havien de seguir la versió Meiji de la doctrina de Tenrikyo del 1903. La Llei d'Organitzacions Religioses del 1940 va augmentar encara més la vigilància i l'opressió estatals al Japó.
El 1945, amb la fi de la Segona Guerra Mundial, s'inicia la Restauració Doctrinal i del Tsutome, que havia estat reformat per imperatius del Govern l'any 1939. Fins a l'any 2000 es van expandint centre i seus missioneres als Estats Units , Brasil, França, Gran Bretanya, Hong Kong, Singapur, Nepal, i altres llocs.
Any 1954, el govern japonès va fusionar els sis pobles que envoltaven la seu central en una sola ciutat, que va rebre el nom de ciutat de Tenri. També el mateix any, un altre aspecte de la "restauració" va ser la construcció de l'Oyasato-yakata.

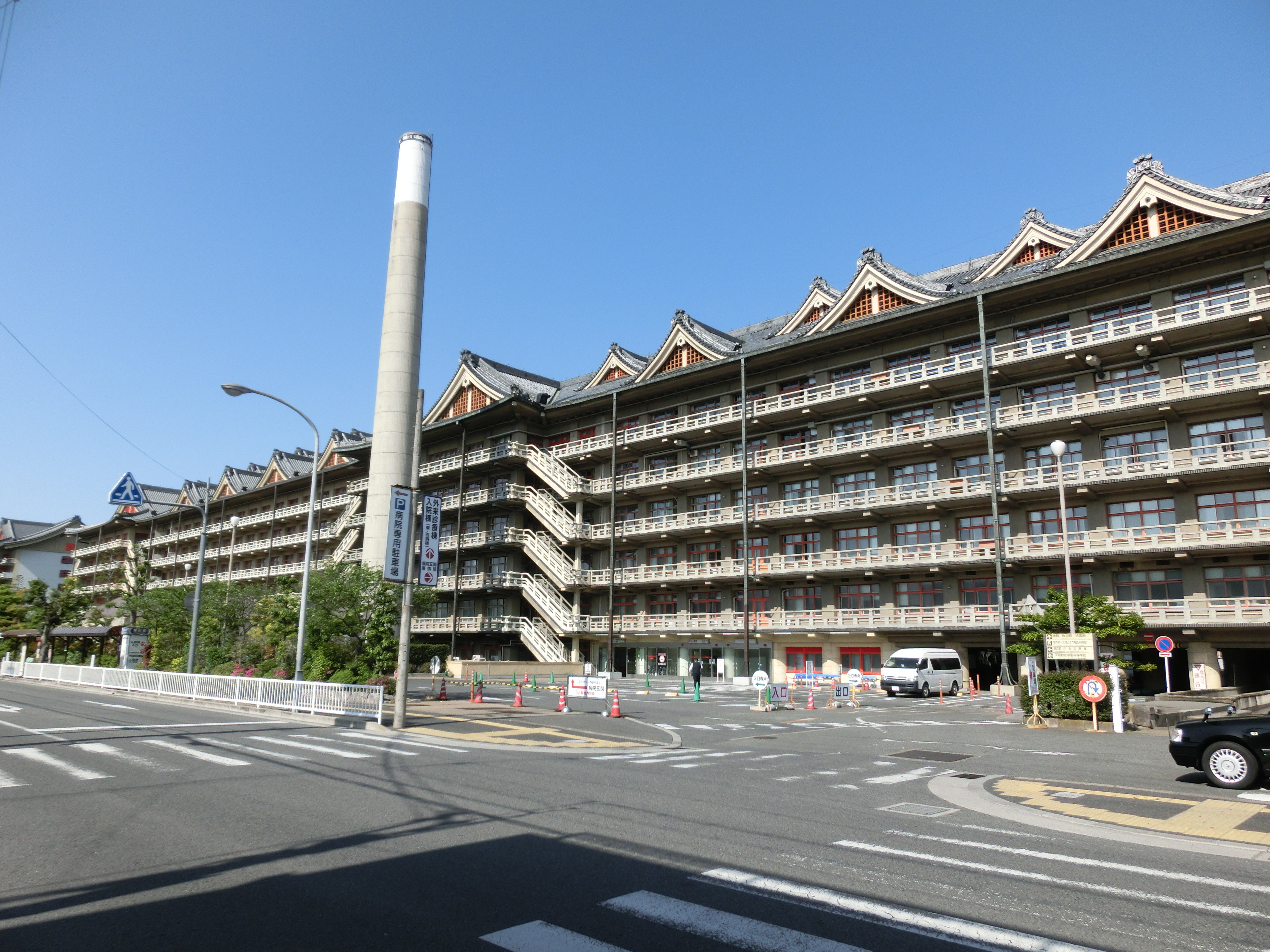
Hospital del Tenrikyo.

## Ensenyances
La Tenrikyo (en japonès: 天理教 Tenrikyō) és una religió monoteista originada a partir de les revelacions que va experimentar una carismàtica dona japonesa anomenada Miki Nakayama, la qual és coneguda com Oyasama pels seus seguidors. Els practicants de la Tenrikyo creuen que Déu, conegut amb diversos noms inclòs el de Tenri-o-no-mikoto, va expressar la seva voluntat divina a través de Miki Nakayama, qui afirmava ser el temple vivent de Déu, així com en menor mesura, a través d'Izo Iburi i altres líders. L'objectiu de Tenrikyo a nivell mundial és ensenyar i promoure la "Vida Joiosa", o vida plena d'alegria i felicitat, que és cultivada a través dels actes de caritat i de la plenitud mental anomenada Hinokishin.
L'ensenyament més bàsic de Tenrikyo és kashimono-karimono, que significa "una cosa prestada, alguna cosa prestada". El que es presta i es pren és el cos humà. Els seguidors de Tenrikyo pensen que les seves ments i sentiments són coses que estan sota el seu propi control, però els seus cossos no estan completament sota el control.
A Tenrikyo, es creu que la persona humana està formada per ment, cos i ànima. La ment, a la qual Déu Pare dona la llibertat de sentir, sentir i actuar, deixa de funcionar amb la mort. D'altra banda, l'ànima, a través del procés de denaoshi (出直し, literalment 'començar de nou'), pren un nou cos prestat per Déu Pare i reneix en aquest món. Tot i que la persona renascuda no té records de la vida anterior, els seus pensaments i accions deixen la seva empremta a l'ànima i es traslladen a la nova vida com a causalitat de la persona. Com podeu veure, l'ontologia de Tenrikyo, que es basa en l'existència d'una única deïtat creadora (Déu el Pare i Mare), difereix de l'ontologia budista, que no conté una deïtat creadora. També el concepte de salvació de Tenrikyo, que és viure la Vida Joiosa en aquesta existència i, per tant, no promet una vida futura alliberada fora d'aquesta existència, difereix dels conceptes budistes de saṃsāra i nirvana.

### Principals principis

#### Déu, pare i mare de la Humanitat
Tenrikyo és l'ensenyament revelat directament per Déu Oyagami, Pare-Mare, amb el desig de salvar els éssers humans i fer viure el Yokigurashi, que és la Vida Plena d'Alegria i Felicitat. S'estipula que no només va crear el món i els éssers humans, també vivifica i protegeix contínuament els éssers humans. I en les oracions, se li reverència invocant-lo com a Tenri-O-no-Mikoto. S'ensenya també que aquest món és el cos de Déu, arreu trobem les providències divines.

#### Ajuda mútua fraternal
S'ensenya que Déu va crear els éssers humans amb el desig de compartir la seva alegria veient-los viure en un món feliç. Aquesta vida plena d'alegria i felicitat és un estat que s'aconsegueix mitjançant la convivència fraternal i l'ajuda mútua. S'ensenya que un se salva salvant la persona propera. Per poder assolir el món ple d'alegria i felicitat, les persones han d'alliberar-se de l'egoisme i tenir present la importància que tots els éssers humans són fills de Déu, cosa que alhora els converteix en germans.

#### Les providències segons el cor
També s'ensenya que el cos humà és un préstec de Déu i només el cor pertany a cada persona. La felicitat o dissort es té segons cada disposició espiritual. Això s'anomena providència d'acord amb el cor.

#### Reflexionar amb la guia de Déu
A través de la fe de Tenrikyo no només s'ha de demanar a Déu allò que ens convé a cadascú ia la seva família, sinó que en major grau cal esforçar-se a arribar a un estat en què tots s'alegrin junts. Al llarg de la vida apareixeran malalties o patiments, però aquests es considera que no són res més que una orientació divina per a la reflexió. És en canviar el mal caminar del cor de cadascú quan es pot assolir la salvació.

#### Vida feliç
La vida joiosa a Tenrikyo es defineix com a caritat i abstenció de la cobdícia, l'egoisme, l'odi, la ira, la cobdícia, l'avarícia, la rancúnia i l'arrogància. Les tendències negatives no es coneixen com a pecats a Tenrikyo, sinó més aviat com a "pols" que pot eliminar-se de la ment mitjançant hinokishin i oració.

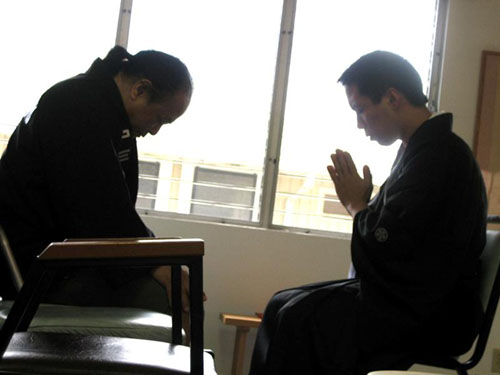
Administrant el Sazuke a un seguidor.

#### Netejant la pols dels cors
En oficiar el Tsutome, que és el Servei Sagrat, a Tenrikyo es resa recitant: «Ashiki o harote tasuke tamae Tenri-O-no-Mikoto (Netejant els mals salvatges Tenri-O-no-Mikoto)». Això mostra l'actitud que els mals espirituals es netegen amb l'ajuda divina i es prega per la salvació de tothom. Els mals espirituals són categoritzats com a pols espiritual. Cada dia hi ha l'obligació de corregir l'ús del nostre cor com si sacsegéssim les partícules minúscules de pols. Es considera que és la base per rebre la salvació.

#### Altres ensenyaments clau
- Tanno (Acceptació alegre): una actitud constructiva cap als problemes, les malalties i les dificultats.
- Juzen-no-Shugo : deu principis involucrats en la creació, que existeixen a Futatsu Hitotsu i es considera que s'apliquen contínuament a tot l'univers.

## Texts
Les tres escriptures (三原典, sangenten ) principals de Tenrikyo són: Ofudesaki , Mikagura-uta i Osashizu.
- L'Ofudesaki (おふでさき, "Punta del pinzell per escriure") és l'escriptura Tenrikyo més important. L'Ofudesaki, una col·lecció de 17 volums de 1.711 poemes waka, va ser composta per la fundadora de Tenrikyo, Miki Nakayama, de 1869 a 1882.

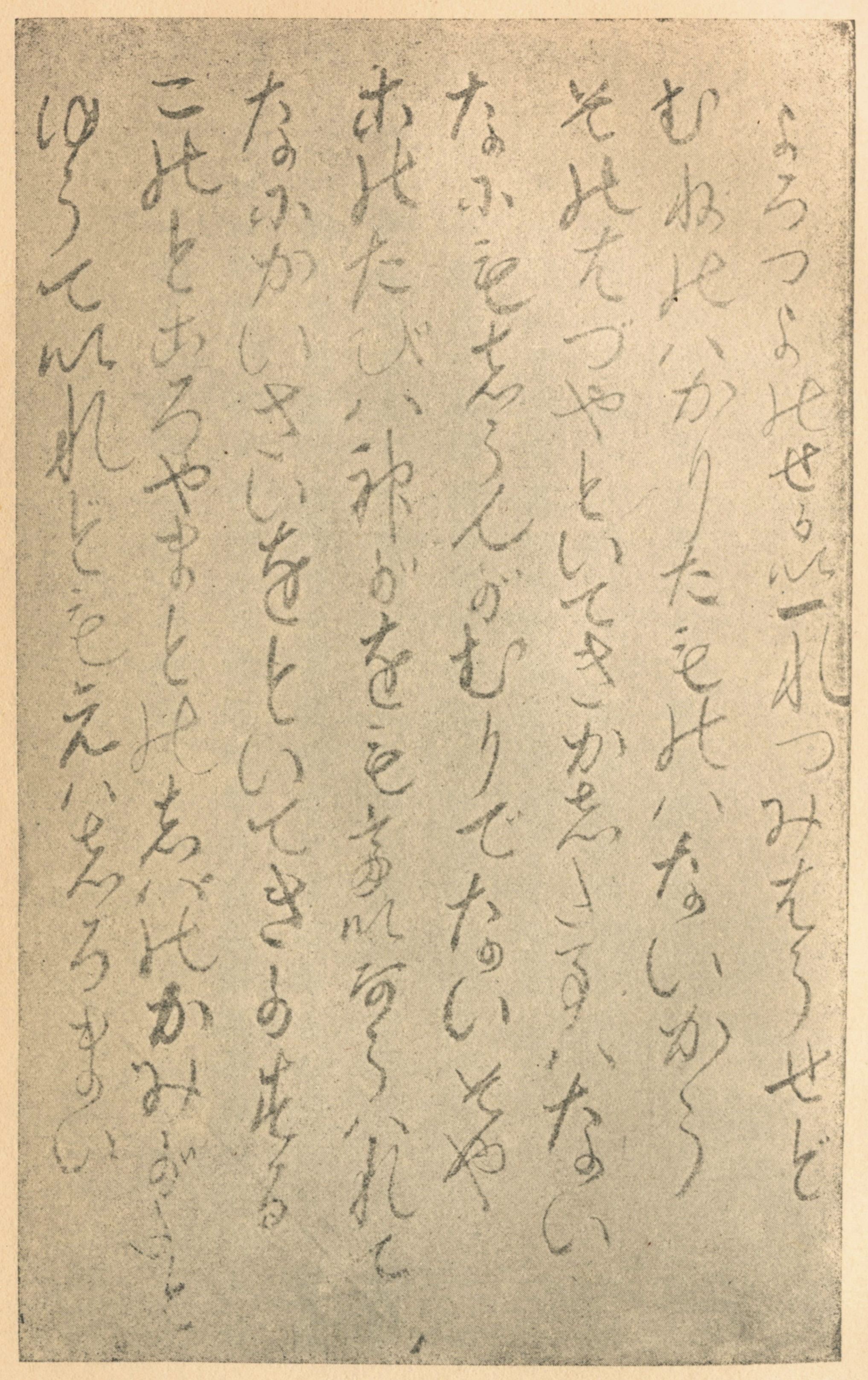
versos de l'Ofudesaki

- El Mikagura-uta (みかぐらうた, "Les Cançons per al Servei") és el text del Servei (tsutome ) , un ritual religiós que té un lloc central a Tenrikyo. Durant el Servei, el text de Mikagura-uta es canta juntament amb moviments de dansa i acompanyament musical, tot això va ser compost i ensenyat per Nakayama.
- L'Osashizu (おさしづ, "Divinas Direccions") és un registre escrit de revelacions orals donades per Izo Iburi. L'Escriptura completa es publica en set volums (més un índex en tres volums) i conté al voltant de 20.000 "instruccions divines" pronunciades entre el 4 de gener de 1887 i el 9 de juny de 1907

## Difusió
Aquesta religió disposa de 16.833 esglésies operades localment al Japó. Té 1,75 milions de seguidors al Japó i s'estima que té més de 2 milions a tot el món.
Al Brasil hi ha la major part dels creients de l'exterior del Japó. Actualment hi ha temples a moltes parts del món: Estats Units, Mèxic, Colòmbia, Argentina, Paraguai i Perú. A Europa hi ha cases missioneres a Espanya i França. De manera molt representativa s'han obert esglésies a la Republica del Congo i la tasca de divulgació continua augmentant a la Xina, Corea, Austràlia, etc.

## Organització

### Jerarquia
L'organització de la seu de l'Església Tenrikyo consisteix principalment en la seu central (本部honbu); grans esglésies (大教会daikyōkai): esglésies filials (分教会bunkyōkai); i diòcesi (教区kyōku). Sota la direcció de la seu principal hi ha una estructura organitzativa dual, de manera que les grans esglésies i les esglésies filials ministren els adherents genealògicament mentre que les diòcesis ministren els adherents geogràficament.
Al cim de la jerarquia eclesiàstica hi ha Shinbashira , definit com el "líder espiritual i administratiu" de la seu de l'Església Tenrikyo.
Moltes de les grans esglésies actuals van ser establertes per missioners a principis del segle XX i, en general, els ministres principals de les grans esglésies són successors hereditaris o adoptius dels primers missioners. Els ministres principals de les grans esglésies estan estretament afiliats a la seu i supervisen les esglésies filles i nétes sota la seva cura pastoral, anomenades esglésies filials. Per tant, la majoria de les esglésies filials pertanyen a una gran església, i totes dues formen l'equivalent eclesiàstic d'una relació entre pares i fills. Tot i això, un petit grup d'esglésies filials estan directament afiliades a la seu per raons històriques o administratives.
La diòcesi és responsable de supervisar les esglésies de Tenrikyo en una prefectura determinada. L'administrador de la diòcesi aprova el manteniment de l'església, els pressupostos fiscals i la contractació i l'acomiadament del personal de l'església.

### Altres aspectes organitzatius
Encara que Tenrikyo ara està completament separat del sintoisme (o xintoisme) i el budisme des del punt de vista organitzatiu, als serveis religiosos de Tenrikyo, com el hassoku i el sampo, s'utilitzaven tradicionalment als rituals japonesos, i el mètode d'ofrena també és tradicional.

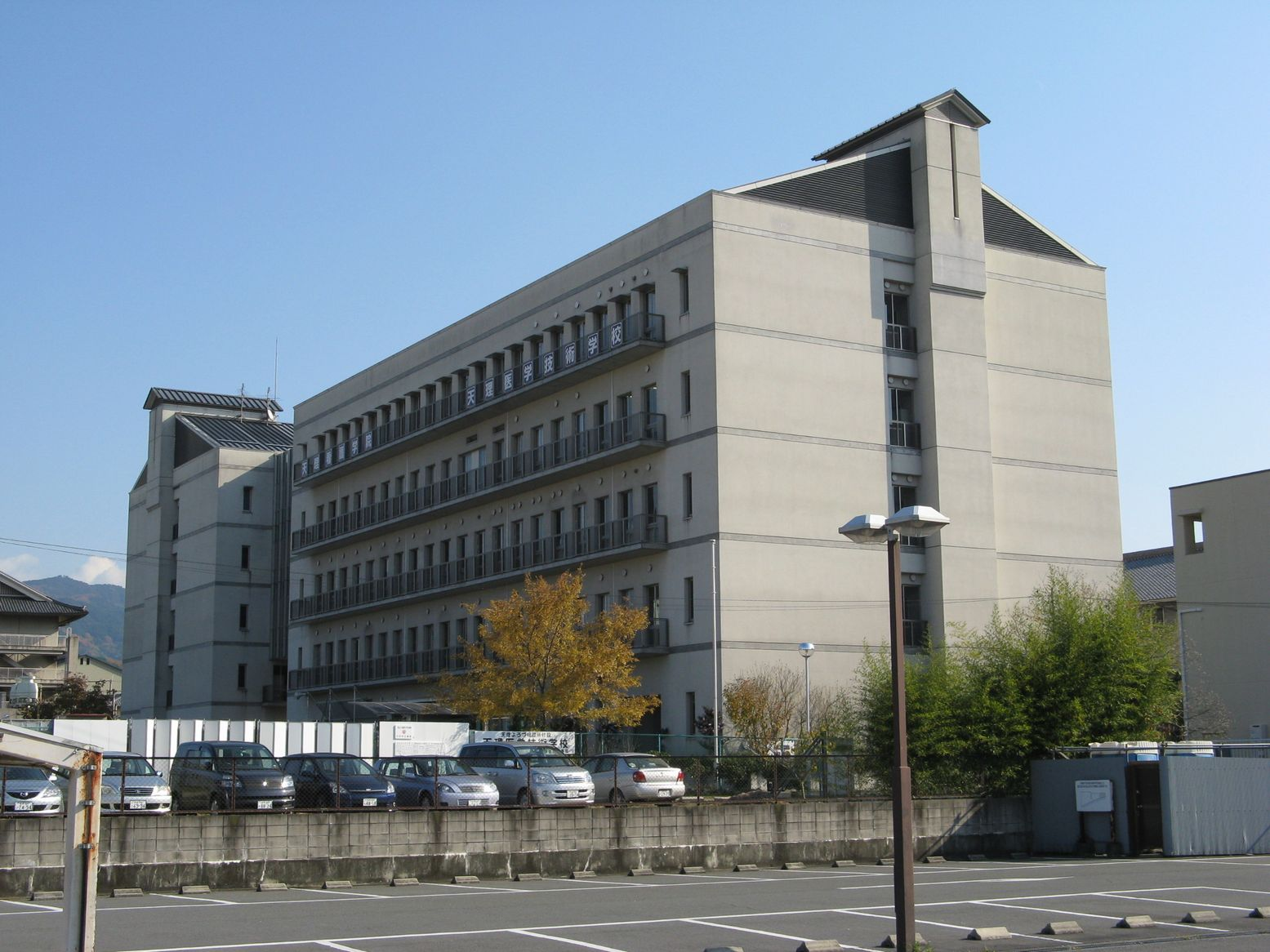
facultat de tecnologia medical de la Tenrikyo.

L'església Tenrikyo disposa a Tenri de diverses institucions: a nivell educatiu des d'escola bressol fins a Universitat; en l'àmbit social des d'orfenat fins a hospital; a nivell cultural des de biblioteca fins a museu. Tenrikyo se subdivideix en molts grups diferents amb objectius comuns però funcions diferents. Aquests van des del Daikyokai (literalment, 'església gran') , fins a cossos de socors en casos de desastre, personal mèdic i hospitals, universitats, museus, biblioteques i diverses escoles.

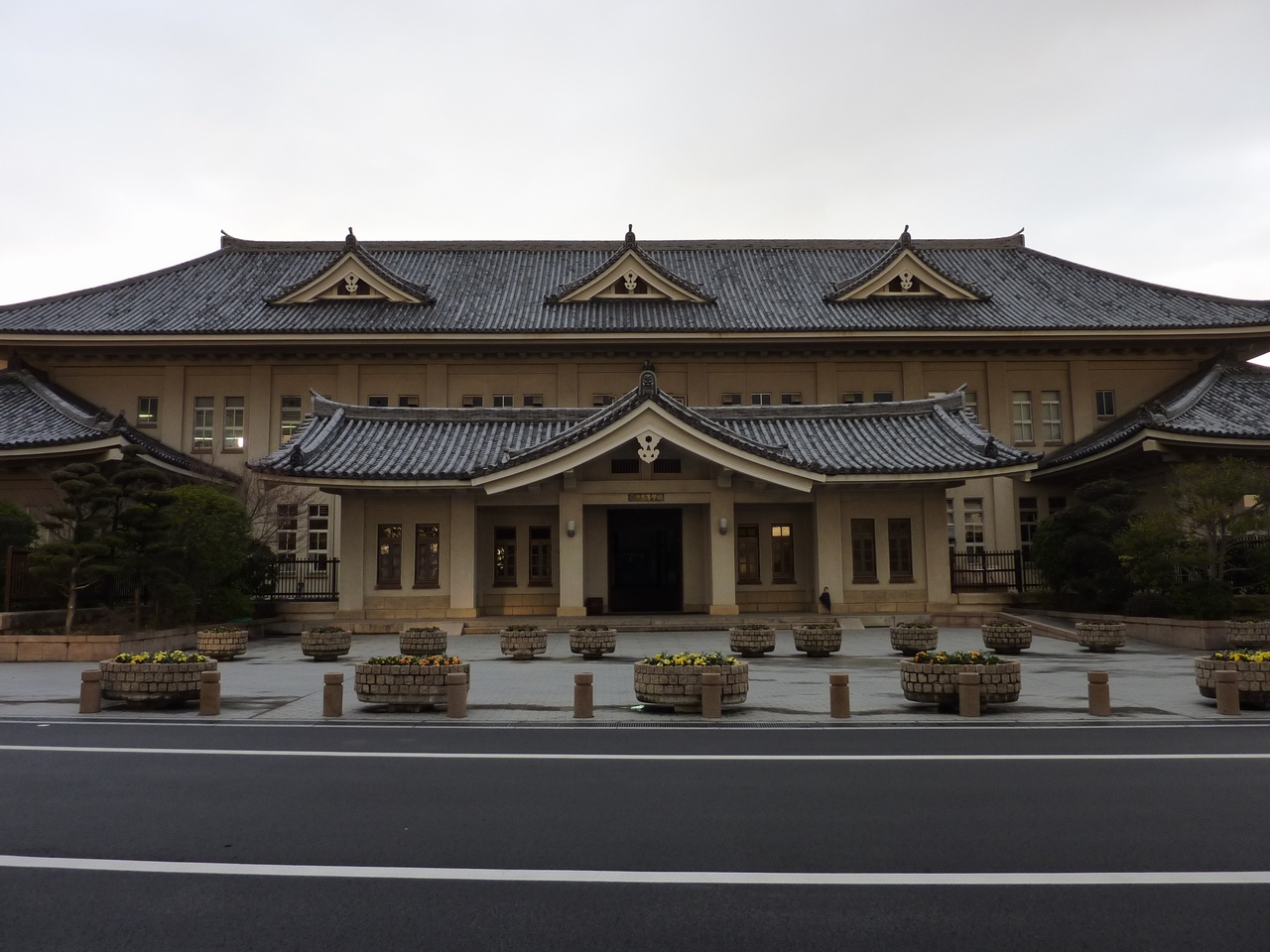
Institut de Secundària de la Tenrikyo

### Tenrikyo i els esports
Segons els principis religiosos del Tenrikyo, un ha d'estar agraït a Oyagami per brindar-li un cos i celebrar la vida amb alegria a través d'espectacles esportius. Com a resultat, l'educació esportiva és important a la Universitat Tenri i a l'escola secundària adscrita al moviment religiós, que fins i tot ha guanyat el torneig nacional de beisbol a l'estadi Kōshien en diverses ocasions. Diversos campions olímpics de judo són antics alumnes de la Universitat de Tenri,

## Terminologia
- Hinokishin: és l'acte voluntari amb què es consagra l'agraïment per la Providència de Déu Oyagami. Significa en japonès: “hino” vol dir “diari”, i “kishin” significa “contribució monetària o material a temples o santuaris”. L'Hinokishin té milers de formes diferents de realitzar-se, com per exemple, si una persona aborda de manera alegre i animada qualsevol assumpte i amb alegria desbordant conduïts per la fe, s'acceptarà com a Hinokishin tota mena d'actes.
- Jiba: terme equivalent en diversos idiomes a Yiba. Veure Yiba.
- Tsukihi: veure Tenri-O-no-Mikoto.
- Ofudesaki és un text escrit directament per Oyasama, que consta de 1711 versos, repartits en 17 capítols.
- Oya: veure Tenri-O-no-Mikoto.
- Oyagami: veure Tenri-O-no-Mikoto.
- Oyagamisama (Déu el Pare), veure Tenri-O-no-Mikoto.
- Oyasama: així és com és anomenada la fundadora Miki Nakayama.
- Oyasato-yakata: és un conjunt d'edificis a la ciutat de Tenri que formen un quadrat incomplet de 872 m de costat que envolta la Residència Divina (Oyasato).[3] La tasca de revitalitzar l'àrea al voltant de la Residència es va basar tant en la profecia religiosa com en la planificació urbana, i la construcció va començar el 1954 en un projecte que continua actualment. L'oyasato-yakata és una empresa organitzativa massiva que els seguidors de Tenrikyo entenen com una pràctica espiritual, creant una ciutat model que reflecteix la seva creença en una vida feliç. Com a pràctica, ha involucrat tota la comunitat Tenrikyo, des dels voluntaris que ajuden en la construcció fins als professors que planifiquen l'abast de les futures ales. Els arqueòlegs també han excavat artefactes antics sota els seus fonaments. El complex inclou la Universitat Tenri, l'Hospital Tenri, el Seminari Tenri, la Sala de Conferències Besseki, el Shuyoka, dormitoris i l'Escola Secundària Tenri. Actualment estan acabades 25 ales del complex. L'estructura completa requereix 68 ales.
- Tenri-O-no-Mikoto: és el Déu en què creuen els adeptes, i segons el significat literal en la seva llengua original japonès, significa déu que regeix i governa amb els principis del cel. A Tenrikyō, Déu no té gènere. Com que és el Déu patern-matern que va crear tots els éssers humans del món i que protegeix fins i tot ara, en diuen amb afecte «Déu Oyagami (Déu Pare-Mare)». També és referit en altres termes com «Tsukihi (Luna-Sol)» i «Oya (Pare-Mare)». Els seguidors usen la frase "Déu el Pare" ( Oyagamisama ) per referir-se a Déu, i el nom diví "Tenri-O-no-Mikoto" quan lloen o adoren Déu a través de l'oració o el ritual. És el Déu que va crear els éssers humans i el món tenint com a objectiu el “Yokigurashi, Vida Plena d'Alegria i Felicitat”. És també el Déu que atorga mitjançant la seva Providència els treballs que regeixen i equilibren tots els aspectes de l'univers, incloent-hi els del foc, l'aigua i el vent al món, i de la calor, la humitat i la funció respiratòria al cos humà.
- Sazuke: és l'oració que s'administra als que pateixen malalties sol·licitant la gràcia per a la seva recuperació.
- Shinbashira: és el "líder espiritual i administratiu" de la seu de l'Església Tenrikyo.
- Tsutome: és el ritual més important a Tenrikyo com el mitjà de salvació per aconseguir el Yokigurashi de les persones de tot el món. El 26 de cada mes se celebra el «Tsutome del Kagura» al voltant del Yiba per pregar pel Yokigurashi de tota la humanitat. El Tsutome del Kagura reprodueix la Providència meravellosa i extraordinària amb la qual de Déu Oyagami va crear del no-res els éssers humans i el món. Pel que fa al Tsutome, dirigits pel Jikata, cantant principal dels Himnes del Tsutome, els deu Oficiants del Tsutome realitzen els moviments de les mans en harmonia amb la melodia dels nou instruments musicals. Se celebra amb els Himnes Sagrats, els instruments musicals i els moviments de les mans en unió espiritual, pregant no només per la curació de malalties o resolució de problemes individuals greus, sinó per la salvació del patiment de totes les persones i la reconstrucció al món de Yokigurashi. A més d'això, a la Seu de l'Església Tenrikyo s'oficia el Tsutome Matutino al clarejar i el Tsutome Vespertino al vespre.
- Yiba: el lloc on van ser creats per primera vegada els éssers humans és el «Yiba», i que és precisament on Déu Oyagami mora i la terra natal de tota la humanitat. Es troba al centre del Santuari Principal de la Seu de l'Església Tenrikyo, ubicada a la ciutat de Tenri, Japó. Com a testimoni de la creació humana, al Yiba està instal·lat el «Kanrodai», Pedestal del Nèctar, sent el símbol de veneració. A més, al voltant del Yiba se celebra el Tsutome del Kagura, el qual prega per la reconstrucció del món a un de Yokigurashi. L'àrea que envolta el Yiba és coneguda com Oyasato, Llar Patern. Un pelegrinatge al Jiba s'interpreta com un retorn a l'origen, per la qual cosa la salutació okaeri nasai ("benvingut a casa") es veu en moltes posades i habitatges de la ciutat de Tenri.
- Yokigurashi, o Vida Plena d'Alegria i Felicitat, és l'estil de vida en què agraeixen la benedicció de Déu Oyagami. Els mitjans per a la salvació que condueixen cap al Yokigurashi, són el “Tsutome” i el “Sazuke” (Vegeu “Tsutome i Sazuke”).